# Friuli Grave Friulano superiore
Il Friuli Grave Friulano superiore è un vino DOC la cui produzione è consentita nelle province di Pordenone e Udine.

## Caratteristiche organolettiche
- colore: paglierino più o meno intenso.
- odore: gradevole, caratteristico.
- sapore: asciutto, armonico.

## Produzione
Provincia, stagione, volume in ettolitri
- nessun dato disponibile